# أبو محمد العدلي
الحكيم أبو محمد العدليّ صاحب الزيج العدليّ. وكان مهندسًا كاملًا ولم يكن له في المعقولات نصيب، وكان أديبًا ماهرًا، وله تصانيف، منها الزيج العدليّ ومنها كتاب في المساحة، ومنها كتاب في الجبر والمقابلة. وهو الذي هذّب الزيج البنَّاني أحسن تهذيب، وكان مرجعه في ذلك التهذيب إلى الزيج الأرجاني، ووجدت نسخًا كثيرة من الزيج الأرّجانيّ بخطه. ومن كلماته قوله في بعض كتبه: ليس الجصاص كالباني، ولا الباني كالمهندس؛ فالمهندس بطليموس، والباني هو البتاني، ومرتبتي مرتبة الجصاص وقال: قطع الكلام بعد افتتاحه سخف، والسخف دناءة.